# Xantho incisus
Xantho incisus är en kräftdjursart. Xantho incisus ingår i släktet Xantho och familjen Xanthidae. Inga underarter finns listade i Catalogue of Life.